# Florian Hübner
Florian Hübner (* 1. März 1991 in Wiesbaden) ist ein deutscher Fußballspieler, der beim SV Wehen Wiesbaden unter Vertrag steht.

## Karriere
Der Abwehrspieler spielte seit 1994 beim SV Wehen Wiesbaden und debütierte 2009 in der dritten Liga. Er wurde im Oktober 2010 in die deutsche U-20 Nationalmannschaft berufen, kam aber wegen einer Verletzung nicht zum Einsatz. Am 17. November 2010 gab er sein Nationalelf-Debüt beim 2:1-Sieg gegen die U-20-Auswahl Italiens. Im Sommer 2011 wechselte er zu Borussia Dortmund in die Regionalligamannschaft, mit der er im Sommer 2012 in die 3. Liga aufstieg.
Zur Saison 2013/14 wechselte Hübner zum Zweitligisten SV Sandhausen. Dort schoss er am 23. August 2013 beim 1:1-Unentschieden gegen den Karlsruher SC sein erstes Tor im Profifußball.
Zur Spielzeit 2016/17 zog es Hübner zu dem Absteiger Hannover 96, mit dem er im Sommer 2017 in die Bundesliga aufstieg. Zur Saison 2018/19 wechselte Hübner zum 1. FC Union Berlin. Durch einen 3. Platz in selbiger Saison gelang Hübner nach zwei Relegationsspielen gegen den VfB Stuttgart auch mit Union Berlin der Aufstieg in die Erstklassigkeit.
Nachdem er 2020/21 fast gar nicht mehr zu Einsatzzeit gekommen war, wechselte er im Sommer 2021 zurück in die 2. Bundesliga zum 1. FC Nürnberg.
Im Juli 2024 kehrte Hübner zu seinem Jugend- und Ausbildungsverein Wehen Wiesbaden zurück.

## Familie
Florian Hübner ist der Sohn des ehemaligen Bundesligaspielers und heutigen Fußballfunktionärs Bruno Hübner. Seine älteren Brüder Benjamin Hübner und Christopher Hübner sind ebenfalls Fußballspieler. Er ist seit 2019 verheiratet.